# The Serpent's Kiss
The Serpent's Kiss (en España, El beso de la serpiente) es una película de 1997 que constituyó el debut de Philippe Rousselot como director, protagonizada por Ewan McGregor y con un guion original de Tim Rose Price.
La película se estrenó en el festival de Cannes de 1997, habiéndose rodado, en parte, en el municipio de Sixmilebridge, en el condado de County Clare de la República de Irlanda.

## Sinopsis
El ingeniero constructor de jardines Meneer Chrome (Ewan McGregor) es contratado por Juliana (Greta Scacchi) para construir un jardín muy extravagante. Sin embargo, también es contratado por el primo de ella para construir un jardín que deje en la bancarrota a Thomas Smithers (Pete Postlethwaite).

## Reparto
- Ewan McGregor como Meneer Chrome.
- Greta Scacchi como Juliana.
- Pete Postlethwaite como Thomas Smithers.
- Richard E. Grant como James Fitzmaurice.
- Carmen Chaplin como Thea / Anna.
- Donal McCann como Physician.
- Charley Boorman como Secretary.
- Gerard McSorley como Mr. Galmoy
- Britta Smith como Mrs. Galmoy
- Susan Fitzgerald como Mistress Clevely.
- Pat Laffan como Pritchard.
- Rúaidhrí Conroy como Physician's Assistant.
- Henry King como Lead Reaper.